# Lucie Mabire
Lucie Mabire, née le 3 décembre 1821 à Rueil où il est mort le 18 janvier 1857 à Paris 6e, est une comédienne française.

## Biographie
Ses grands-parents tenaient une auberge à Rueil, localité où elle a été élevée. Elle fait ses débuts au théâtre de la ferme Saint-Lazare, dans Henri III d’Alexandre Dumas, après avoir été envoyée par sa mère à Paris chez sa tante Cora. Sur la recommandation de cette dernière, qui connaissait les directeurs Cormon, Chabot de Bouin et Dutertre, elle est admise comme figurante à l’Ambigu-Comique.
Sa terreur des coups de fusil lui ayant fait s’enfuir de l’Ambigu au premier coup de feu qu’elle y a entendu, elle entre au théâtre Beaumarchais, qui, par hasard, était ouvert à ce moment-là, en attendant sa fermeture. Comme elle avait joué de temps à autre de vrais rôles à la salle Molière, elle se voit confier, alors âgée de seize ans, de vrais rôles à la Porte-Saint-Antoine.
Le théâtre Beaumarchais ayant fini par fermer, elle est passée au théâtre de la Renaissance venait d’ouvrir sous la direction d’Anténor Joly, lorsqu’on est venu la chercher Lucie chez sa tante pour jouer le rôle de la comtesse Hélène de Mailly, dans la Fille du tapissier, de Cormon, Saint-Amand et Hippolyte Lefebvre.
Lorsque, à son tour, le théâtre de la Renaissance ferme, Antony Béraud, qui venait de prendre l’Ambigu, l’y rappelle, et la fait débuter dans le Facteur. D'abord passée presque inaperçue, elle a la chance, en juin 1842, de doubler une camarade dans Paris la nuit, et se fait alors remarquer. Parmi les nombreux rôles qu’elle a joué à partir de ce moment, et qui ont concouru à son éducation scénique, se détachent ses créations dans plusieurs des drames de Frédéric Soulié, qui l’aimait et l’appelait « la Fille aux cheveux bleus » : Catarina, dans Gaétan il Mammone (1842) ; Louise, dans les Étudiants (1845) ; Méta, dans les Talismans (1845), et enfin Léona dans le drame La Closerie des Genêts (d)  (1846).
Lorsqu’avec le Théâtre-Historique, Alexandre Dumas a enfin pu matérialiser son rêve d’avoir son théâtre à lui, il a fait appel à elle pour incarner le rôle de la mère Tison, dans Le Chevalier de Maison-Rouge (d) , qui a fait date dans l’histoire du théâtre, et où elle a connu un très grand succès.
Revenue encore à l’Ambigu, elle y a créé Rose Linon, dans le Pardon de Bretagne de Marc Fournier, madame Poyer, dans Mauvais-Cœur ; la reine Bacchanal, dans Le Juif errant (d)  ; Mercédès, dans la troisième partie de Monte-Cristo, la marquise de Maurevenne dans les Vengeurs, de son futur mari Édouard Plouvier.
Elle a débuté avec succès dans Richard III, à côté de Ligier ; elle a créé Charles VIII, dans Frère Tranquille ; madame de Chennevières, dans l’Honneur de la maison. Elle a repris Milady, des Mousquetaires, Eskam, la mère de Schamyl. Dans l’Orestie, sa dernière création, elle se montre une vraie tragédienne, l’émule d’Émilie Guyon et de Marie Laurent. Elle était depuis trois ans à ce théâtre et son talent grandissait lorsqu’elle est morte, à la suite d’une chute sur scène